# Guel Arraes
Guel Arraes, all'anagrafe Miguel Arraes de Alencar Filho (Recife, 1953), è un regista e produttore cinematografico brasiliano.

## Biografia
Figlio del politico Miguel Arraes, che fu anche governatore del Pernambuco, durante la dittatura militare ha dovuto lasciare il Brasile per motivi politici rifugiandosi dapprima in Algeria, poi in Francia, dove si è laureato alla Sorbona in antropologia ed è diventato assistente del regista Jean Rouch. Ritornato in Brasile nel 1981, è entrato in servizio a TV Globo, per la quale ha diretto Società a irresponsabilità illimitata (uno dei rarissimi telefilm brasiliani del XX secolo) e varie telenovelas tra cui Adamo contro Eva. Ha inoltre diretto e/o prodotto alcuni film. 

## Vita privata
Negli anni 80 è stato compagno dell'attrice Andréa Beltrão, da lui diretta in Società a irresponsabilità illimitata. Nel 1991 ha sposato l'attrice e regista Virginia Cavendish, che nel 1993 gli ha dato la figlia Luisa. Nel 2001 la coppia ha divorziato. Dal 2003 Arraes è marito di Carolina Jabor, figlia del regista Arnaldo Jabor.